# 竹谷靱負
竹谷 靱負（たけや ゆきえ、本名：竹谷 誠（たけや まこと）、1941年11月2日 - 2025年2月19日）は、日本の富士山文化の研究者、富士信仰の研究者、元教育情報工学者。理学博士。
拓殖大学名誉教授、富士山御師の末裔。富士山文化研究会会長、富士学会理事などを務める。東京都武蔵野市出身。

## 来歴・人物
1941年（昭和16年）11月2日、富士山北口の御師（山梨県富士吉田市）である竹谷家の長子として誕生。父親は出生前に出征、戦死、母親の生家である東京武蔵野市で育つ。
成蹊高等学校を卒業後、早稲田大学理工学部応用物理学科に入学、1967年（昭和42年）早稲田大学大学院理工学研究科応用物理学専攻修士課程修了、同年より日本電気株式会社（NEC）中央研究所勤務。同社在職中の1981年（昭和56年）に理学博士（早稲田大学・数学専攻）となり、1987年（昭和62年）より拓殖大学工学部情報工学科助教授、1991年（平成3年）同大教授。2009年（平成21年）同大名誉教授、専門研究分野は教育情報工学で、研究課題は教育情報の構造分析法（認知マップテストによる理解度評価法の研究他）、インターネット利用の学習環境の構築（バーチャルスクールの研究他）など。過去にイリノイ大学Children Research Center客員研究員（2004年〜2005年）。
また、富士山御師の家系であることから、富士山学（富士山文化、富士信仰、富士講、富士塚調査など）に関する研究にも取り組んでいる。富士山学に関する書籍を多数執筆。
ペンネームである竹谷靱負は、富士山北口（山梨県富士吉田市上吉田）に、戦国時代より約400年続く富士山北口御師である竹谷家（屋号は竹谷もしくは竹屋）の世襲名である。富士山文化の研究、富士山学専門家の第一人者である。
富士学会理事（2009年〜）、NPO富士山自然文化情報センター理事長（2008年～2018年）、富士山文化研究会会長（2006年〜2016年）を務める。
二男一女の父親で、長男である竹谷六未（睦）は北口本宮冨士浅間神社（国の重要文化財／世界文化遺産構成資産）の元神職（権禰宜）であり、現在はフィリピン共和国・セブにてリゾートホテル、ダイビングショップ経営。
2025年2月19日、自宅で病気のため死去。83歳没。

### 外川家住宅・竹谷家住宅
伯母竹谷よねが嫁いだ外川家は、2002年（平成14年）、従弟で当主の外川文俊が夭逝したため断絶。1768年（明和5年）に築造された主屋は保存状態がよいため、「旧外川家住宅」の名称で2011年（平成23年）6月に、国の重要文化財に指定された。また2013年（平成25年）6月には富士山が世界文化遺産に登録され、旧外川家住宅はその構成遺産に認定された。
また御師・竹谷家住宅（現・原家住宅）の主屋は、2018年（平成30年）7月、国の「登録有形文化財（建造物）」に登録された。

### 経歴
- 最終学歴：早稲田大学大学院理工学研究科応用物理専攻修士課程修了（1968年）
- 学位：理学博士〈学位論文名「教育テストの特性解析法に関する研究」〉（早稲田大学、1981年）

### 主な職歴
- 1968年（昭和43年）4月 日本電気株式会社入社（中央研究所・C&Cシステム研究所他勤務）
- 1987年（昭和62年）4月 拓殖大学工学部勤務
- 2009年（平成21年）6月 拓殖大学名誉教授[10]

## 著書

### 単著（竹谷誠）
- 『新・テスト理論－教育情報の構造分析法』（早稲田大学出版部、1991年）ISBN 4657914162
- 『Structure Analysis Methods for Instruction』（青山社、1999年）ISBN 4883590305

### 単著（竹谷靱負）
- 『富士山の精神史－なぜ富士山を三峰に描くのか』（青山社、1998年）ISBN 4883590135
- 『富士山の祭神論』（岩田書院、2006年）ISBN 4872944461
- 『富士塚考－江戸高田富士築造の謎を解く』（岩田書院、2009年）ISBN 978-4872945737
- 『富士塚考 続－富士祭の「麦藁蛇」発祥の謎を解く』（岩田書院、2010年）ISBN 978-4872946383
- 『富士山と女人禁制』（岩田書院、2011年）ISBN 978-4872946901
- 『日本人は、なぜ富士山が好きか』（祥伝社新書、2012年）[2]ISBN 978-4396112912
- 『富士山文化 その信仰遺跡を歩く』（祥伝社新書、2013年）[4]ISBN 978-4396113254

### 分担執筆（竹谷誠）
- 『CMIシステム』電子通信学会編〈「教師が対話するCIS」執筆〉（コロナ社、1976年）
- 『教育とデータ分析』（『教育情報科学』第3巻）宇都宮敏男・坂元昴監修・教育情報科学研究会編〈「教育情報の構造分析」執筆〉（第一法規出版、1988年）ISBN 4474147839
- 『図解エレクトロニクス用語辞典』伊藤健一編（日刊工業新聞社、1988年）ISBN 4526023019
- 『CAIハンドブック』渡辺茂・坂元昴編〈「教材構造グラフの分析法」執筆〉（フジテクノシステム、1989年）ISBN 493855514X
- 『数学教育とコンピュータ』寺田文行・吉村啓編〈「教育工学から見た数学へのコンピュータ利用」執筆〉（日本評論社、1989年）ISBN 4535704112
- 『新教育学大事典』細谷俊夫他編〈「ネットワーク分析」執筆〉（第一法規出版、1990年）ISBN 4474147405
- 『情報通信時代の教育』清水康敬編、電子情報通信学会〈「教育データ処理と評価」執筆〉（コロナ社、1992年）ISBN 4885521041
- 『アルゴリズム辞典』島内剛一他編〈「S-P表分析」・「項目関連構造分析」執筆〉（共立出版、1994年）ISBN 4320027094
- 『ファジィ教育情報科学』山下元編〈「ファジィ評定の教育への応用」執筆〉（早稲田大学出版部、1995年）ISBN 4657956310
- 『エンサイクロペディア電子情報通信ハンドブック』電子情報通信学会編〈「S-P表分析」・「項目関連構造分析」・「課題系列化法」執筆〉（オーム社、1998年）ISBN 427403514X
- 『改訂・電子情報通信用語辞典』電子情報通信学会編（共立出版、1999年）ISBN 4339007064
- 『教育工学事典』日本教育工学会編（実教出版、1999年）ISBN 4407051108

### 分担執筆（竹谷靱負）
- 『世界の中の日本』〈「富士山のイコノロジー―三峰図像の三国伝来」執筆〉（拓殖大学、2000年）
- 『富士山と日本人』〈「「富士山」のイコノロジーと日本人の心性」執筆〉（青弓社、2002年）ISBN 4787232002
- 『開運！日本のパワースポット案内』一個人編集部〈「霊峰富士のパワーに触れる―富士の歴史と信仰の歴史」監修・執筆〉（KKベストセラーズ、2010年）ISBN 978-4584166161
- 『日本の世界遺産＆暫定リスト―富士山』2012年4月22日号〈「遺産の神髄2 ―〝畏れ〟の山から〝庶民〟の山へ」執筆〉（朝日新聞出版、2012年）
- 『富士山を知る事典』〈日本人のアイデンティティ―富士山〉（日外アソシエーツ、2012年）ISBN 978-4816921667
- 『特別展　富士山　―江戸・東京と練馬の富士―』〈「富士塚に登って富士山に親しもう！」執筆〉（練馬区立石神井公園ふるさと文化館編発行、2015年）
- 『忍野村富士山信仰調査報告書　忍野八海を中心とした富士山信仰と巡礼路』〈「総説」「第一章　修験道と忍野八海」他執筆〉（忍野村教育委員会発行、2015年）

### 監修
- 『富士山周辺の災害と対応―地域の古文書等を通して』すその路郷土研究会編（2009年）[11][12]
- 『江戸時代へタイムスリップ！―地域の古文書が証す真実』すその路郷土研究会編（2011年）[13]

## 論文

### 竹谷誠名義
- 国立情報学研究所収録論文（竹谷誠）  200件 国立情報学研究所
- 文部省・文科省科学研究費（竹谷誠）  13件 国立情報学研究所

### 竹谷靱負名義
- 国立情報学研究所収録論文（竹谷靱負）  18件 国立情報学研究所

## 番組出演

### テレビ出演
- テレビ朝日「やじうまテレビ！」（2013年5月2日）[14]
- NHK総合「歴史秘話ヒストリア」- 富士山に魅せられて〜日本一の名峰を巡る人々の物語〜 （2013年9月4日）（再放送：同年9月11日）[14]
- NHK総合「歴史秘話ヒストリア」- 春はすぐそこ！世界遺産SP〜秘められた日本人のドラマ（2014年3月12日）（再放送：同年3月19日）[14]
- BSフジ　「プライムニュース」（2014年7月2日）「世界遺産・富士山の今　環境保全と観光の両立」[15]
- HNK World “Spiritual Explorers Mount Fuji”（2018年10月14日・15日）[16]
- On Demand HNK World “Spiritual Explorers Mount Fuji”(2018年10月14日～2019年10月14日[17]
- NHKBS1　スピリチュアルジャパン「外国人が体感する富士山」【日本語版】（2018年11月21日（再放送：2018年12月4日＆2019年1月2日＆2019年4月20日）[18]

### ラジオ出演
- 文化放送「くにまるジャパン　ラジオ白熱教室―『富士山文化』」（2013年7月29日）[19]
- TOKYO FM「サンデースペシャル　富嶽三十六景プロジェクト　～ 富嶽三十六曲セレクション」（2014年2月23日）

## 受賞

### 竹谷誠名義
- 「米沢記念学術奨励賞」電子通信学会（1974年）[20]
- 「優秀賞」日本行動計量学会（1989年）[21]
- 「論文賞」日本教育工学会（1996年）[22]
- 「日本工学教育賞」日本工学教育協会（1999年）[23]

### 竹谷靱負名義
- 「富士学会学会賞（学術賞）」富士学会（2013年）